# Mick Doohan
Mick Doohan (* 4. června 1965, Gold Coast) je bývalý australský motocyklový závodník, pětinásobný mistr světa v závodech silničních motocyklů (Grand Prix).

## Kariéra
Roku 1988 jel mistrovství světa superbiků, skončil na celkovém 12. místě a vyhrál 3 závody. Poté přestoupil do mistrovství světa silničních motocyklů, kde prožil 11 vynikajících sezón (1989 až 1999), všechny v kubatuře 500 cc a všechny v týmu Honda. Připsal si 5 titulů mistra světa a získal je v řadě (1994-1998). Dvakrát skončil celkově druhý (1991, 1992) a jednou třetí (1990). Odjel 137 závodů, v 54 z nich vyhrál a v 95 skončil na stupních vítězů. V roce 1997, ve své nejúspěšnější sezóně, vyhrál 12 z 15 závodů (v dalších dvou skončil druhý a ve zbývajícím nedojel kvůli havárii, před pádem nicméně vedl o 6 sekund).
V roce 1992 se vážně zranil při havárii v tréninku na nizozemskou velkou cenu. Utrpěl trvalé a vážné poškození pravé nohy. V jedné chvíli mu hrozila amputace nohy. Dokázal se však vyléčit a znovu vrátit na závodní okruhy. Pravá noha zůstala však trvale poškozena a Honda mu musela připravit stroj, na němž brzdil nohou levou. Kvůli zranění mu tehdy unikl již téměř jistý titul mistra světa, ale již za dva roky od havárie ho získal. V roce 1999 měl další vážnou nehodu, tentokrát na velmi mokré silnici během Velké ceny Španělska. Opět si na několika místech zlomil nohu a následně oznámil odchod do závodního důchodu. Pracoval pak jako poradce pro Hondu, s týmem se rozešel roku 2005.
Roku 1996 byl vyznamenán Řádem Austrálie. V roce 2009 byl uveden do Australské sportovní síně slávy.

## Soukromí
V roce 2006 u magistrátního soudu v Darwinu čelil obvinění kvůli rvačce ve striptýzovém klubu. Dostal pokutu 2 500 dolarů poté, co se přiznal k napadení vyhazovače.
Roku 2006 se rovněž oženil se Selinou Sinesovou, která byla jeho partnerkou předchozích jedenáct let. Jejich syn Jack Doohan je automobilový závodník.

## Statistiky

### Mistrovství světa silničních motocyklů
| Sezóna | Třída  | Motocykl     | Závodní tým           | Číslo  | Počet závodů | Počet vítězství | Umístění na pódiu | Pole position | Nejrychlejší kolo | Body | Celkové umístění | Tituly |
| ------ | ------ | ------------ | --------------------- | ------ | ------------ | --------------- | ----------------- | ------------- | ----------------- | ---- | ---------------- | ------ |
| 1989   | 500cc  | Honda NSR500 | Rothmans Honda        | 27     | 12           | 0               | 1                 | 0             | 0                 | 81   | 9.               | –      |
| 1990   | 500cc  | Honda NSR500 | Rothmans Honda        | 9      | 15           | 1               | 5                 | 3             | 2                 | 179  | 3.               | –      |
| 1991   | 500cc  | Honda NSR500 | Rothmans Honda        | 3      | 15           | 3               | 14                | 2             | 1                 | 224  | 2.               | –      |
| 1992   | 500cc  | Honda NSR500 | Rothmans Honda        | 2      | 9            | 5               | 7                 | 6             | 5                 | 136  | 2.               | –      |
| 1993   | 500cc  | Honda NSR500 | Rothmans Honda        | 2      | 13           | 1               | 6                 | 4             | 4                 | 156  | 4.               | –      |
| 1994   | 500cc  | Honda NSR500 | Honda Team HRC        | 4      | 14           | 9               | 14                | 6             | 7                 | 317  | 1.               | 1      |
| 1995   | 500cc  | Honda NSR500 | Repsol YPF Honda Team | 1      | 13           | 7               | 10                | 9             | 7                 | 248  | 1.               | 1      |
| 1996   | 500cc  | Honda NSR500 | Team Repsol Honda     | 1      | 15           | 8               | 12                | 8             | 4                 | 309  | 1.               | 1      |
| 1997   | 500cc  | Honda NSR500 | Repsol YPF Honda Team | 1      | 15           | 12              | 14                | 12            | 11                | 340  | 1.               | 1      |
| 1998   | 500cc  | Honda NSR500 | Repsol Honda          | 1      | 14           | 8               | 11                | 8             | 3                 | 260  | 1.               | 1      |
| 1999   | 500cc  | Honda NSR500 | Repsol Honda Team     | 1      | 2            | 0               | 1                 | 0             | 2                 | 33   | 17.              | –      |
| Celkem | Celkem | Celkem       | Celkem                | Celkem | 137          | 54              | 95                | 58            | 46                | 2283 |                  | 5      |